# Pirati
Pirati (grč. πειρατής, pirat) su pljačkaši koji vrše razbojstva na moru, ponekad i na obali. Piratstvo (eng. piracy) je nastalo još u antičkim vremenima ali najviše se raširilo tijekom 17. stoljeća na Karibima iliti Novom svijetu. Iako je početkom 19. stoljeća bilo gotovo iskorijenjeno, krajem 20. stoljeća ponovo se pojavilo. Danas pirati najviše djeluju na Tihom i Indijskom oceanu i veliki su problem za međunarodnu trgovinu. Piratstvo se ne bi trebalo miješati s gusarenjem, koje je kroz povijest bilo legitiman oblik ratovanja na moru.

## Piratstvo kroz povijest

### Antički i srednjovjekovni pirati
Antičko doba obilovalo je piratima koji su svojim brzim galijama terorizirali sve obale Sredozemnog mora. Još od vremena drevnih Egipćana oni su pljačkali trgovačke brodove. Grci, Egipćani, Kartažani i Rimljani nisu bili u stanju osigurati prisutnost jakih flota na moru i piratske su zajednice postojale na mnogim otocima. Jednom prilikom pirati su zarobili Julija Cezara i zadržali ga radi otkupnine. Na istočnoj obali Jadrana kao pirati su se najviše istakli Iliri koji su pljačkali grčke kolonije i brodove. Tek kada je rimski general Pompej Veliki 67. godine prije Krista sa stotinama brodova proveo veliko antipiratsko čišćenje, Sredozemlje je bilo sigurnije za trgovinu. Grčki povjesničar Tukidid je za pirate rekao da su se proširili:"čim su se počele razvijati pomorske veze među zemljama. Na čelu su im bili ljudi koji su, premda ne osobno najsiromašniji, nastojali steći korist za sebe i nahraniti slabe. Naišavši na narode bez bedema, koji su živjeli u gradinama, pljačkali su ih i odatle izvlačili sredstva za opstanak. Ta aktivnost nije bila ništa sramotno i čak je donosila stanovitu slavu."
Nakon pada Zapadnog Rimskog carstva kao pirati najviše su se isticali Vikinzi, pomorski narod sa sjevera Europe. Oni su svojim brzim brodovima tipa drakkar doplovili do Britanije, Rusije, Italije, Afrike i Amerike, pljačkajući sve na svom putu nekoliko stoljeća. No kasnije su se s vremenom okrenuli trgovini.
U drugoj polovici srednjeg vijeka morima sjeverne Europe počinju ploviti pirati svih nacija i pljačkati trgovačke brodove i gradove. Nerijetko su to činili s ovlaštenjem pojedinih vladara čime se rađa gusarstvo (eng. privateering), pljačkanje na moru ovlašteno zakonom i smatrano dijelom regularnog ratovanja. Godine 1392. njemački pirati osvajaju grad Bergen što dovodi do toga da trgovci i zemlje ojačavaju svoje brodove i stvaraju trgovačke i političke saveze poput Hanze što će na kraju dovesti do gušenja sjevernoeuropskog piratstva.

### Pirati Sredozemlja u 15. i 16. stoljeću

#### Korsari
Korsarima (eng. corsairs) se u početku nazivalo sve pirate i gusare koji su djelovali na Sredozemlju tijekom 15. i 16. stoljeća, podjednako kršćane i muslimane, ali taj naziv kasnije počinje označavati samo francuske gusare. Za muslimanske korsare iz sjeverne Afrike počinje se koristiti naziv Berberski pirati.
Berberski pirati/korsari su bili stanovnici sjevernoafričkih muslimanskih područja (Berberska obala) koji su pod zaštitom Otomanskog carstva pljačkali kršćanske brodove na Sredozemlju. Vodeći vjerski rat smatrali su se gusarima, ali za Europske države oni su bili obični pirati. Koristili su brze galije i svojim brojnim posadama lako svladavali protivničke brodove. Zarobljenike su prodavali u roblje ili ih ucjenjivali radi otkupa. Na vrhuncu moći bili su tijekom 16. stoljeća, a početkom 17. njihova snaga počinje opadati da bi do 1650. gotovo potpuno nestali. Njihov najpoznatiji vođa je bio Hajreddin Barbarossa koji je imenovan admiralom u ratnoj mornarici Otomanskog carstva. Najveća utočišta bili su im Tripoli, Alžir i Tunis. Zanimljivo je da je među njima ponekad bilo i bivših kršćanskih gusara koji su završetkom ratova i ostavši bez posla, prelazili u redove sjevernoafričkih korsara i napadali brodove svojih bivših zaštitnika.

### Piratstvo na Karibima

#### Bukanirsko doba
Nakon Kolumbova otkrića Amerike 1492. najveće pomorske sile toga vremena Španjolska i Portugal krenule su stvarati kolonije u Srednjoj i Južnoj Americi (iliti Zapadnoj Indiji, kako ju je Kolumbo nazvao). Najviše kolonija osnovala je Španjolska dok se Portugal više orijentirao na trgovinu s Indijom i dalekim Istokom. Ipak, Portugal je osnovao nekoliko važnih i bogatih kolonija u Južnoj Americi te u dogovoru sa Španjolskom prisvojio istočni dio Južne Amerike dok je Španjolska prisvojila zapadni. Porobivši srednjoameričke domorodačke narode Inka, Maya i Asteca, Španjolci su stekli kontrolu nad brojnim rudnicima plemenitih metala koje su počeli dovoziti u Španjolsku. Zbog velikog rasta španjolskog bogatstva i druge europske države počinju osnivati kolonije na Karibima radi iskorištavanja prirodnih bogatstava Novog svijeta. Krajem 16. i početkom 17. stoljeća diljem Kariba nastaju kolonije Engleske, Francuske i Nizozemske, a krajem 17. stoljeća i Danske. No u usporedbi sa španjolskim kolonijama sve druge su bile malobrojne i slabo razvijene.
Suparništvo među kolonijama i želja za trgovačkom premoći učinili su od Kariba područje neobjavljenog rata, što je doprinijelo razvoju razbojništva na moru. Veliko klasično doba piratstva trajalo je od 1560. do 1720. godine. Tijekom prvih desetljeća 17. stoljeća grupa odmetnika i izbjeglica gotovo svih europskih nacija (većinom Francuza) naselila se na otoku Hispanioli. Nazivali su se bukaniri (eng. "buccaneers") i prvotno su bili lovci na divlje životinje. No željni brze zarade otiskivali su se na more i napadali španjolske brodove s blagom okrenuvši se otvorenom piratstvu. Tako su bukaniri, iako zadržavši staro ime, postali pirati, a najuspješniji su bili u razdoblju od 1640. do 1680. godine. Najpoznatiji među bukanirima bili su L'Olonnais, Michel le Basque, Nicholas Van Horn, Michel de Grammont, i Laurens de Graff. Dva najpoznatija bukanirska sjedišta su bila otok Tortuga nakon 1640. i grad Port Royal na otoku Jamajci nakon 1655. godine. Bukanirsko doba potrajalo je do 1680. kada su im francuske i engleske vlasti počele uskraćivati potporu. Posljednjom velikom akcijom bukanira smatra se pljačka Cartagene u Kolumbiji 1689. kada je 6500 bukanira i francuskih vojnika osvojilo bogati španjolski grad.

#### Tortuga
Tortuga (španjolski Kornjača) je otok uz sjevernu obalu otoka Hispaniola. Tijekom 17. stoljeća bio je čuven kao piratsko utočište. Danas potpada pod Republiku Haiti.
Godine 1625. engleski i francuski kolonisti odbjegli iz vjerskim ratovima zahvaćene Europe naselili su se na Tortugi i bavili se poljoprivredom. Godine 1629. Španjolci su napali Tortugu pobivši gotovo sve stanovnike da bi ga odmah zatim napustili. Preživjeli stanovnici željni osvete udružili su se s bukanirima s Hispaniole i započeli napade na španjolske brodove.
Godine 1633. Francuzi su pokušali na Tortugi organizirati trgovinu crnim robljem dovedenim iz Afrike, ali ona nije zaživjela i 1635. se potpuno ugasila. Iste godine Španjolci su ponovo osvojili Tortugu da bi je opet napustili jer je otok bio premalen da bi za njih imao stratešku važnost. Engleski i francuski pirati tada su ponovo naselili otok, a uskoro su im se pridružili i nizozemski. Španjolci su zbog toga 1638. ponovo napali Tortugu, ali ovoga puta bili su poraženi. Od 1640. pirati i bukaniri s Tortuge počeli su se međusobno nazivati Bratstvo Obale (engleski Brethren of the Coast). Zbog neprestanih piratskih napada na njihove brodove Španjolci su 1654. ponovo napali Tortugu i osvojili je, ali pirati i bukaniri su se vratili već sljedeće godine i nastavili s pljačkanjem diljem Novog svijeta. Godine 1660. iz Francuske je na Tortugu stigao guverner koji je preuzeo vlast na otoku i počeo uvoditi red. Deset godina kasnije vrijeme bukanira počelo je prolaziti, a Tortuga se pod francuskom vlašću počinje pridržavati zakona. Pirati s Tortuge prelaze u francusku službu postavši gusarima ili, u većem broju slučajeva, napuštaju otok i premještaju se u Port Royal ili na Bahame. Do 1685. vrijeme bukanira je završilo. Samo piratstvo na Tortugi zakonom je zabranjeno 1713. godine.

#### Port Royal
Port Royal (engleski Kraljevska luka) je bio centar trgovačke aktivnosti na otoku Jamajka sve do potresa 7. lipnja 1692. koji je uzrokovao da dvije trećine grada potone u Karipsko more. Bio je popularno mjesto za pirate koji su ondje trošili svoja bogatstva stečena na moru.
 Nakon što su Englezi 1655. preoteli Španjolcima otok Jamajku nisu imali dovoljno vojnih snaga da obrane otok od španjolskog ili francuskog napada. Zbog toga je 1659. guverner Jamajke pozvao bukanire s Tortuge da se nasele na otoku i brane ga u slučaju potrebe. Rezultat je bio nastanak grada na južnoj obali Jamajke, Port Royala. Bukaniri i pirati osnovali su Port Royal iz više razloga. Nalazio se u blizini puteva španjolskih trgovačkih brodova pa je bio izvrsno polazište za brze napade. Luka je bila prostrana i dovoljno velika za smještaj velikog broja brodova te njihovo popravljanje i opskrbljivanje. Port Royal je bio početna točka za mnoge piratske i gusarske napade na španjolske brodove i naselja u Novom svijetu. Iz Port Royala, engleski gusar Henry Morgan napao je Panamu, Portobello i Maracaibo. John Davis, Roche Brasiliano, Edward Mansfield i ostali čuveni pirati naselili su se u Port Royalu.
Godine 1660. Port Royal bio je poznat kao "Sodoma Novog svijeta" gdje većinu stanovništva čine "pirati, koljači i prostitutke". Zahvaljujući bogatstvu koje su pirati otimali Španjolcima Port Royal je izrastao u jedan od najvećih gradova Novog svijeta i bio je ekonomski najvažnija engleska kolonija na Karibima. Svega nekoliko godina nakon nastanka Port Royala, dotadašnji glavni grad Jamajke, Spanish Town, mu je morao prepustiti svoju funkciju. Na vrhuncu popularnosti grad je imao po jednu krčmu na svakih deset kuća. Tijekom dvadesetogodišnjeg razdoblja koje je završilo 1692. u Port Royalu je živjelo 6500 ljudi. U gradu su se počeli naseljavati kovači, plemići, trgovci i zanatlije koji su živjeli u dvije stotine izgrađenih zgrada. Godine 1687. Port Royal je posjetilo 213 brodova, a gradsko bogatstvo se povećavalo iz dana u dan.
Nakon što je Henry Morgan 1674. postao zamjenik guvernera Jamajke, Port Royal se nekoliko godina nako toga počeo mijenjati. Pirati više nisu bili potrebni za obranu grada i otoka. Trgovina robljem postajala je sve važnija. Ugledni građani Port Royala izjavili su da je dobar glas grada narušen. Godine 1681. Jamajka je donijela antipiratske zakone. Umjesto da bude sigurno mjesto za pirate, Port Royal je postao mjesto njihovih smaknuća. Mnogi su pirati završili na vješalima u Port Royalu (Joseph Bannister) i bukaniri se premještaju na Bahamske otoke i započinju s napadima i na engleske brodove.
Godine 1692. razarajući potres pogodio je Port Royal. S obzirom na to da je većim dijelom bio smješten na pješčanom grebenu, dvije trećine grada završilo je na dnu mora. U kataklizmi je poginulo oko dvije tisuće stanovnika. Nakon toga, Spanish Town je ponovo postao glavni grad Jamajke. Trećina Port Royala je još uvijek bila čitava pa je pokušano s obnovom. Port Royal je postao glavna engleska luka u tom dijelu Kariba, ali 1704. grad je poharao požar. Nekoliko uragana tijekom prve polovice 18. stoljeća dokrajčilo je Port Royal, a preostali stanovnici naselili su se u obližnjem gradu Kingstonu.

### Zlatno doba piratstva
Iako su europske sile krajem 17. stoljeća upostavile bolji nadzor Kariba pirati su i dalje djelovali. Upravo tada su pirati s Kariba počeli širiti svoju djelatnost na zapadnu obalu Afrike i Indijski ocean. Završetak rata za španjolsko nasljeđe 1714. ostavio je gusare bez posla i većina njih se pridružuje već ionako brojnim piratima. Pirati počinju kao svoj simbol koristiti crnu ili crvenu zastavu sa zastrašujučim simbolom koji podsjeća na smrt, najčešće ljubanju s prekriženim kostima ili u nekim slučajevima čitavog kostura. Ta zastava je općenito bila poznata kao Jolly Roger. Kako su u ovom razdoblju djelovali neki od najpoznatijih pirata ono se naziva Zlatno doba piratstva. Većina njih postala je legendama još za života. Pljačkali su trgovačke brodove koji su plovili na ruti između Amerike, Afrike, Kariba i Europe. To Zlatno razdoblje potrajalo je od 1690. do otprilike 1730. iako su pirati, iako u neusporedivo manjem broju, djelovali i nakon toga.

#### Karibi

##### New Providence
Jedna od najboljih prirodnih luka na Karibima početkom 18. stoljeća postala je utočište pirata i krijumčara. Kada ga je piratski kapetan Henry Jennings 1715. odabrao za svoje utočište pirati počinju masovno dolaziti i otok se počinje razvijati. Pirati s New Providencea svoj su plijen prodavali u malobrojnim i slabo razvijenim engleskim kolonijama na južnoj i jugoistočnoj obali Sjeverne Amerike gdje su bili dobrodošli pa je New Providence bio najdugovječnije piratsko utočište na Karibima. Neki od najčuvenijh karipskih pirata živjeli su na New Providenceu; Crnobradi, Benjamin Hornigold, Charles Vane, John Rackham, Samuel Bellamy i drugi. Početkom dvadesetih godina 18. stoljeća Britanske vlasti postavljaju guvernera Woodesa Rogersa u gradiću Nassau na New Providenceu. Rogers, bivši gusar, obećao je pomilovanje svim piratima koji odustanu od pljačkanja i stave se u službu britanskog kralja. Većina je tako i napravila, dio onih koji nisu prihvatili amnestiju premjestili su djelovanje na obalu susjedne Južne i Sjeverne Karoline, zapadnu obalu Afrike i Indijski ocean, a većina onih koji su ostali na Bahamima uhvaćeni su i obješeni.

#### Zapadna obala Afrike
Zapadna obala Afrike početkom 18. stoljeća bila je privlačno piratsko lovište. Trgovina robljem bila je na vrhuncu i odande su redovno plovili brodovi koji su robljem opskrbljivali kolonije Sjeverne i Južne Amerike. Natovareni ne samo robljem nego i slonovačom i zlatom, robovlasničke brodove, pa čak i luke gdje su pristajali, često su napadali pirati. Najpoznatiji pirati koji su pljačkali uz zapadnu obalu Afrike bili su Howell Davis, Bartholomew Roberts i Olivier Levasseur.

#### Indijski ocean
Krajem 17. stoljeća pirati iz Europe i obiju Amerika dolaze na Indijski ocean koji je također bio privlačan kao veliko i bogato lovište. Oko rta Dobre nade i Indijskim oceanom redovno su plovili engleski, nizozemski i portugalski trgovački brodovi kao i arapski i indijski, svi natovareni mogućim plijenom. Nizozemska Istočnoindijska kompanija osnovana 1602. bila je jedna od prvih europskih trgovačkih udruženja koja su trgovala s Indijom, Kinom i Japanom. Razne Istočnoindijske kompanije, nakon što su postigle monopol u trgovini s Istokom, počele su upućivati prema Europi brodove s bogatim tovarima svile, začina, duhana, muslina, plemenitih metala i dragulja. Među najpoznatije pirate koji su pljačkali na Indijskom oceanu spadaju Henry Avery, Thomas Tew, William Kidd. Najpoznatije piratsko utočište na Indijskom oceanu bio je otok Madagaskar uz jugoistočnu obalu Afrike.
Među piratima koji su djelovali na Indijskom oceanu bilo je i samih Indijaca (Kanhoji Angre), iako manje poznatih, ali mnogo uspješnijih od njihovih europskih i američkih kolega. Upravo su oni kolonijalnim vlastima zadali najviše muka. Kada su se Englezi početkom 18. stoljeća utvrdili u Bombayu, počeli su ih napadati indijski pirati. Njih su mnogi Indijci smatrali borcima protiv stranih osvajača, što su djelomično i bili, indijski su pirati vladali Indijskim oceanom pola stoljeća natjeravši gotovo sve brodove europskih sila da plaćaju prolaz do svojih kolonija. Tek su ujedinjene flote Britanske ratne mornarice, Britanske Istočnoindijske kompanije i indijskih vladara zavisnih o britanskoj kruni u oštroj akciji 1756. uništile indijske pirate.

##### Madagaskar
Madagaskar su još 1614. kao uporište koristili francuski gusari koji su djelovali na Crvenom moru. Oko 1650. ratne mornarice napustile su otok i on je postao odmorište piratskih posada. Sela na obali razvijala su se upravo zahvaljujući trgovanju s piratima. Pirati s Madagaskara su, osim na Indijskom oceanu, djelovali i na Crvenom moru. No kao i na Karibima pod utjecajem širenja zakona 1720-ih, pirati su većim dijelom uhvaćeni i obješeni, a manjim dijelom prelaze u gusare ili pristupaju indijskim piratima koji su se uspjeli duže održati.

### Posljednji pirati

#### Sredozemlje, Karibi i Meksički zaljev
Početkom 19. stoljeća pojačava se gotovo ugašena aktivnost Berberskih pirata uz obalu sjeverne Afrike. Završetkom Napoleonskih ratova 1815. ponovo je mnoštvo britanskih i francuskih gusara ostalo bez posla te su se okrenuli piratstvu na svim morima; ponajviše na Karibima. Napadali su sve brodove bez obzira kojoj su državi pripadali. Najveće piratsko i krijumčarsko utočište u Meksičkom zaljevu je 1812. bio zaljev Barataria nedaleko New Orleansa, a od 1815. do 1820. otok Galveston u Meksiku, pod zapovjedništvom Jeana Lafittea. Problem piratstva bio se toliko razmahao da je Kongres SAD-a izdvojio 500.000 dolara za opremanje ekspedicije koja bi istrijebila pirate na Karibima. Prema podatcima pomorskih vlasti SAD-a u razdoblju između 1824. i 1830. dva zloglasna piratska uporišta bila su Srednja Amerika i Kuba. Velika Britanija, SAD i Španjolska su ujedinile snage što je do 1835. još jednom uništilo piratstvo na Karibima. Berberski pirati konačno su uništeni akcijama Američke ratne mornarice 1824. godine.

#### Indijski ocean i jugoistočna Azija
Godine 1819. snage Britanske ratne mornarice i Britanske Istočnoindijske kompanije uništile su arapske pirate na Crvenom moru. Lord James Brooke je 1840. u Malaji uništavao Dajake, domorodce koji su se bavili piratstvom. Godine 1849. Britanska ratna mornarica istrijebila je pirate na Borneu.
Početkom 19. stoljeća svom silinom se razmahalo kinesko piratstvo. Kineski pirati jedinstveni su u svjetskoj povijesti jer su postigli takvu moć i bogatstvo da su utjecali na uspone i padove dinastija kineskih vladara. Godine 1807. kineskim vodama plovilo je barem 600 piratskih džunki s 30.000 kineskih pirata pod zapovjedništvom Ching Yiha, jednog od najuspješnijih pirata svih vremena. Bilo je i mnogo drugih kineskih pirata koji su posjedovali velike flote i pljačkali sve brodove, ali ponajviše strane. Kineske vlasti nisu uspijevale uništiti pirate i obično su ih se rješavale nudeći im oprost i visoke položaje u ratnoj mornarici kineskog cara, što bi ovi najčešće i prihvatili. Zbog svega toga, kineske vlasti ponekad su potajno podržavale kineske pirate koji su ugrožavali britansku trgovinu opijumom i nisu ih nastojali iskorijeniti. Ali do 1860-ih Britanska ratna mornarica, ojačana parobrodima i modernijim oružjem, uspjela je uništiti kinesko piratstvo. Povremena piratska djelatnost još se može primijetiti pedesetih godina devetnaestog stoljeća oko rta Dobre Nade.

## Suvremeni pirati
Piratstvo nije potpuno nestalo kada su Karibi očišćeni 1830., a Daleki istok 1860. godine. Nedostatak političkog i vojnog sustava bilo gdje u svijetu odmah rezultira razbojništvom, pa i onim na moru. Od 1980. novi val piratstva proširio se vodama Indonezijskog otočja. Ostali piratski incidenti zabilježeni su na Karibima, gdje su gotovo svi povezani s trgovinom drogom, uz obale Afrike te u rijekama i lukama Brazila. Od 2002. Međunarodni pomorski ured zabilježio 258 je piratskih napada u Malajskom prolazu i okolnim vodama, uključujući i više od 200 pomoraca koji su zadržani kao taoci te 8 ubijenih. Suvremeni pirati nisu više naoružani sabljama nego automatskim oružjem, ne ističu crne zastave s kosturima, ali koriste mobilne telefone, glisere, radare. Mnogi od njih obični su ribari koji se piratstvom bave zbog siromaštva, ali većina su organizirane bande kojima je to jedino zanimanje. Vrlo su opasni i jednako okrutni kao i njihovi prethodnici od prije 300 godina. Trenutačno najveće piratsko utočište je obala Somalije gdje pirati otimaju tankere koje oslobađaju nakon što prime otkupninu. 

## Zanimljivosti

### Piratski kodeks
Neki piratski kapetani "Zlatnog doba" na svojim su brodovima primjenjivali neka pravila kako bi održali disciplinu među svojim divljim posadama. Ta su pravila nazivali Piratski kodeks (eng. Pirate Code). Ovo je kodeks Bartholomewa Robertsa.
1. Svaki čovjek sudjeluje u rješavanju trenutnih problema; svaki čovjek ima jednaka prava na svježe namirnice i žestoka pića; sve dok radi općeg dobra ne bude nužno smanjiti porcije.
2. Svaki čovjek, nakon prozivanja, prelazi na zapljenjeni brod jer pored udjela u plijenu, ima pravo i na dio odjeće. Ali ako zataji samo jedan novčić više ili komadić robe, bit će iskrcan na pustom otoku. Ako itko opljačka brodskog druga, bit će mu odrezani nos i uši, te će biti iskrcan na kopno.
3. Nijednom članu posade nisu dozvoljene igre za novac dok je na brodu.
4. Sve svjetiljke i svijeće na brodu trebaju biti ugašene do osam sati navečer. Ako neki članovi posade žele piti nakon tog vremena, moraju to činiti na palubi pod otvorenim nebom.
5. Svaki član posade dužan je čistiti i održavati svoje oružje tako da bude neprestano spremno za upotrebu.
6. Nijedan član posade ne smije dovoditi suprugu ili neku žensku osobu na brod. Ako netko prekrši to pravilo, bit će kažnjen smrću.
7. Svako nedopušteno napuštanje broda ili položaja u borbi kažnjava se smrću ili iskrcavanjem na pustom otoku.
8. Svaki obračun na brodu je zabranjen. Sve svađe i razmirice moraju se rješavati na kopnu, bilo mačem ili pištoljem.
9. Nijedan čovjek ne smije napustiti posadu dok svaki član ne stekne imovinu u vrijednosti od tisuću funti. Ako netko bude u borbi osakaćen, dobit će 100 srebrnjaka iz brodske blagajne, a za ostale ozljede proporcionalno.
10. Kapetan i pomoćnik kormilara dobivaju dva dijela plijena, kormilar, vođa palube i topnici jedan i pol dio, časnici jedan dio i četvrtinu dok svaki mornar dobiva jedan dio.
11. Glazbenici imaju pravo na odmor subotom, a i drugim danima ako im posada dopusti.
Piratski kodeks razlikovao se od broda do broda, ali većinom se odnosio na raspodjelu plijena i na odnose kapetana, časnika i posade. Neubičajeno kod Kodeksa Bartholomewa Robertsa je što je dodan dio o financijskoj pomoći ozlijeđenim članovima posade, dok su osakaćeni i otpušteni pripadnici ratnih mornarica bili osuđeni na prosjačenje na kopnu. Za svoje vrijeme, piratski Kodeksi su bili socijalno revolucionarni.

### Mitovi i zablude o piratima
Kroz veliki broj filmova steklo se uvjerenje da su pirati zakapali svoja blaga, no to je prije bila iznimka nego pravilo. Pirati su željeli stečeni plijen potrošiti na piće i žene, a ne zakopati ga. Samo je jedan poznati pirat, koliko je poznato, kapetan William Kidd doista zakopao blago i ono je pronađeno.
Kroz filmove se proširilo uvjerenje da su pirati svoje žrtve prisiljavali da hodaju po dasci s čijeg bi ruba pali u more, no u čitavoj povijesti piratstva zabilježen je samo jedan takav slučaj, i to u 19. stoljeću, davno nakon završetka "zlatnog doba". To se dogodilo u travnju 1829., kada su pirati nedaleko Kube zarobili nizozemski trgovački brod Vhan Frederica i nakon pljačke pobacali zarobljenike u more. Pirati su se radije služili različitim oblicima mučenja.
Kroz filmove se steklo uvjerenje da su pirati koristili velike galijune s mnogo topova. Glavni razlog tome je što filmski redatelji žele velike palube za scene borbi. No istraživanja su pokazala da su pirati radije koristili male, brze brodove s jednim ili najviše dva jarbola i mnogo jedara. Takvi brodovi, osim što su bili brži od velikih brodova ratnih mornarica koji su ih progonili, imali su plići gaz pa su mogli svojim progoniteljima pobjeći u plićake i kanale gdje ih ovi nisu mogli goniti. Pirati poput Crnobradog i Bartholomewa Robertsa bili su među najuspješnijim piratima pa su imali velike brodove, gotovo poput ratnih, ali prosječan pirat želio je mnogo manji brod.
Pirati nisu napadali samo brodove nego i gradove na obali. Najveća od takvih pljački dogodila se kada je Henry Morgan 1671. napao i spalio grad Panamu.
U knjizi A General History of the Pyrates koju je 1724. napisao Kapetan Charles Johnson, za što mnogi sumnjaju da je bio samo pseudonim Daniela Defoea, spominje se da su pirati pod vodstvom kapetana Jamesa Missona krajem 17. stoljeća na Madagaskaru utemeljili utopijsku zajednicu pod nazivom Libertalia. To je navodno bila prva anarhistička zajednica u povijesti, mjesto gdje su ljudi svih rasa, nacija, i religija mogli slobodno živjeti, bez straha od bilo kakvih predrasuda. No do danas nisu pronađeni materijalni dokazi da je Libertalia ikada postojala.

### Manje poznate stvari
Među piratima ne samo da je bilo ljudi svih nacija nego i svih rasa. Neki su pirati tijekom 18. stoljeća, ako bi zarobili brod s crnim robljem, robove oslobodili ili ih primili u posadu. Od 160 članova posade Bartholomewa Robertsa koji su zarobljeni 1722., 75 su bili crnci. Prema svjedočenju bivšeg piratskog zarobljenika Williama Wadea u Kingstonu 15. svibnja 1718., od 250 članova posade Crnobradog, 70 su bili afričkog porijekla. No iako su neki piratski kapetani oslobađali crne robove, drugi se nisu ponašali ništa bolje od robovlasnika. Zarobili bi brod s crnim robljem, ali bi njegov ljudski teret prodali. Francuski pomorac Jean Lafitte bio je napoznatiji od takvih pirata.
Među piratima se prvi put u povijesti nije gledalo na rasne razlike, ali i spolne. Anne Bonny i Mary Read bile su najborbeniji članovi posade piratskog kapetana Johna Rackhama.
Tijekom prvog i drugog svjetskog rata, Saveznički pomorci nazivali su piratima njemačke podmornice te pomoćne i lake krstarice koje su djelovale protiv savezničkog trgovačkog brodovlja.

### Zakonska zabrana u Dubrovniku
Dubrovačka Republika zabranila je piratstvo svojim podanicima 1235. godine. Kazna za bavljene piratstvom bio je gubitak dubrovačkoga građanstva.

## Popularna kultura
Od prvih romana na temu piratstva, pa sve do filmske industrije, pirati su češće prikazivani kao romantični pustolovi negoli krvoločni pljačkaši i ubojice. Jedan od razloga za to je što su mnogi od pirata kroz povijest u svojim zemljama imali status nacionalnih junaka, poput Francisa Drakea i Henryja Morgana, što je utjecalo na iskrivljen prikaz stvarnih pirata. Romani poput Kapetana Blooda Rafaela Sabatinija i Crnog gusara Emilia Salgarija dali su čitateljstvu prikaz pirata koji su u biti časni i pošteni ljudi, ponekad čak i plemići, koji su prešli na drugu stranu zakona samo zato što im je u životu nanesena velika nepravda te se oni bore da je isprave. To su likovi koji će činiti i junačka djela poput spašavanja dame u nevolji. Otok s blagom Roberta Louisa Stevensona dao je malo realniji prikaz, ali i tu su pirati prikazani kao lukave osobe koje lako izigraju predstavnike zakona, a po potrebi izdaju i jedni druge, što se zapravo i znalo događati.
Nastankom filmske industrije, poraslo je zanimanje javnosti za pirate. Pisci filmskih scenarija nastavili su trend iz književnosti te su glumci poput Errola Flynna odigrali uloge pirata pozitivaca koji otimaju damu, ali se ona u svog otmičara zaljubi te oni na kraju otplove u suton nakon što poraze "zle" predstavnike zakona i domognu se blaga. Disneyjev filmski serijal Pirati s Kariba s  Johnnyjem Deppom u glavnoj ulozi još je više učvrstio stereotip koji je uvelike odmaknut od stvarnosti.
Osim filmova i knjiga, pirati su također popularizirani kroz brojne druge proizvode, kao što su stripovi i videoigre. Belgijski strip Riđobradi stekao je veliku popularnost u nekim europskim zemljama, iako ne i na engleskom govornom području, gdje nikada nije izdavan. Serijal videoigara Monkey Island također je stekao veliku popularnost. Mnoge športske momčadi u SAD-u nose nazive inspirirane piratima.

## Vanjske poveznice
- Pirati s Kariba, u stvarnosti i izmišljenom
- Piratski arhiv slika
- Piratska stvarnost
- Mrtvaci ne govore, Billy Bonesovo piratsko spremište